# Ограждение
Огражде́ние — вертикальная ограждающая конструкция в зданиях, на улицах и парках высотой от ступней до груди человека. Может быть изготовлено из различных материалов: верёвки, ленты, дерева, металла, бетона, стекла.
Основное назначение ограждения — перегородить ход поперёк конструкции (в декоративно-оградительных целях, безопасности, временных). В отличие от перил, ограда не имеет поручня, что указывает на её ограждающие функции. Ограждение состоит из стоек (является каркасом) и заполнения (декоративно-художественная и оградительная функция).

## Область применения
В целях безопасности ограждения ставят на опасных производствах, для предупреждения об опасных зонах, при строительстве.
Декоративные ограждения
В декоративно-оградительных целях ограждения применяют в парках, улицах, дворах для визуального разделения пространства и оформления. Может быть применено для предупреждения ходьбы по газонам.
Лестничные и балконные ограждения
Временные ограждения устанавливают на время проведения праздников и мероприятий на площадях и улицах для разделения на зоны и управлением потоком людей.
Временным считают ограждение, не имеющее бетонированного основания стоек ниже уровня земли. 